# Placerias
A Placerias az emlősszerűek (Synapsida) osztályának Therapsida rendjébe, ezen belül az Anomodontia alrendjébe és a Stahleckeriidae családjába tartozó triász kori fosszilis nem.

## Rendszerezés
A nembe az alábbi fajok tartoztak:
- Placerias hesternus típusfaj - szinonimák: Eubrachiosaurus browni, Placerias gigas
- ?Placerias gigus

## Tudnivalók

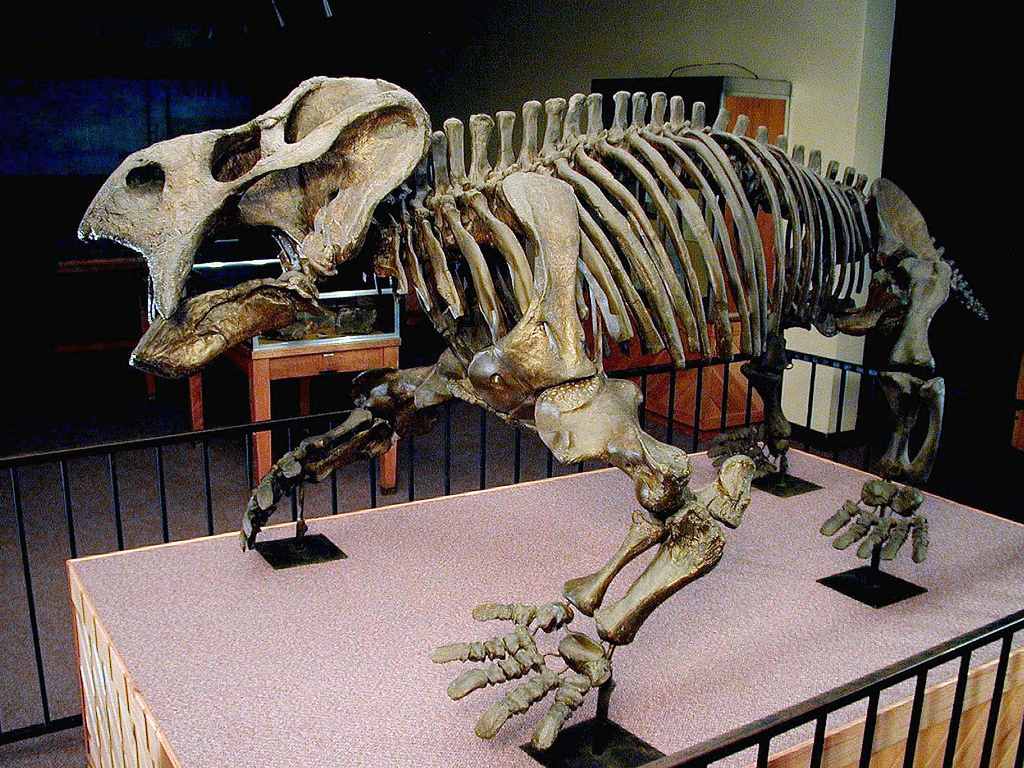
A Placerias csontváza

A Placerias 230-215 millió évvel ezelőtt élt, a késő triászban. Az állat alacsony marmagasságú, 3,5 méter hosszú, 1 tonnás, vízilószerű lény volt. A Placerias nem volt dinoszaurusz, hanem egy Dicynodontia, ami („két kutyafog”-at) jelent. Azért nevezték így, mert állkapcsában nem volt egy fog sem, csak két kiálló agyarszerű szemfog, amelyekkel turkált gyökerek és gumók után, és szükség esetén védekezett is velük. Az állat ahhoz a rendhez tartozik, amely magába foglalja a mai emlősök őseit is.
A Placerias egy szívós, agyarakkal rendelkező, gyökerek után turkáló növényevő volt. Szája csőrből állt, amellyel gyökerestől tépte ki a növényeket. Az agyarak fosszilis maradványain felváltva mutatkoznak mély karcolások és a csiszolás jelei. Egyes paleontológusok úgy vélik, hogy abban az időben nagyon különböztek az évszakok a maiaktól. A száraz évszakban a talaj, amelyet az állatok túrtak, kemény és szemcsés volt, ettől lettek a mély karcolások; míg az esős évszakban a talaj nedves és homokos volt, ami elősegítette az agyarak csiszolását.

## Lelőhelyek
A legjobban megmaradt Placerias fosszíliákat az arizonai Saint Johns-hoz tartozó „Megkövült Erdő”-ben (angolul: Petrified Forest) találták. Ezen a helyen 40 példányt fedeztek fel.